# Rožmitál (Broumov)

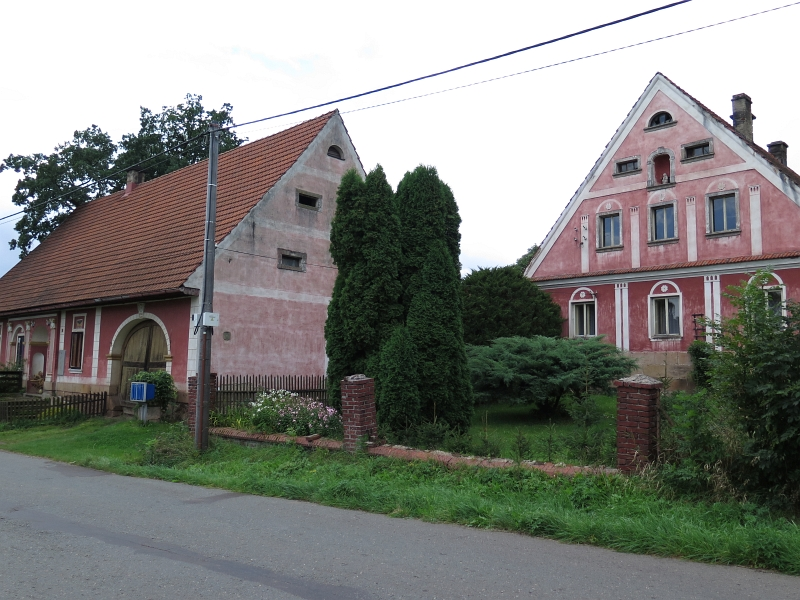
Häuser Nr. 38 und 39

Rožmitál (deutsch Rosental, früher Rosenthal) ist ein Ortsteil der Stadt Broumov in Tschechien. Er liegt dreieinhalb Kilometer nordöstlich des Stadtzentrums von Broumov nahe der tschechisch-polnischen Grenze und gehört zum Okres Náchod.

## Geographie
Rožmitál erstreckt sich am südlichen Fuße des Heidelgebirges (Javoří hory) in der Broumovská kotlina (Braunauer Becken) entlang des Černý potok (Schwarzbach). Nördlich erheben sich der Růžek (Hörnl, 635 m n.m.), der Bobří vrch (Bieberstein, 740 m n.m.), der Dlouhý vrch (Langer Berg, 653 m n.m.) und die Homole (541 m n.m.), im Nordosten die Friedrichskoppe (588 m n.m.), die Słoneczna Kopa (Sonnenkoppe, 705 m n.p.m) und die Czernina (Schwarzekoppe, 727 m n.p.m), südöstlich der Rožmitálský kopec (436 m n.m.), im Süden der Černý vrch  (Schwarzberg, 437 m n.m.), südwestlich der Plochý vrch (Teiberhöhe, 429 m n.m.) sowie nordwestlich der Dvorský vrch (Hofeberg, 474 m n.m.). Nach Norden hin umfasst die Gemarkung Rožmitál das ausgedehnte Waldgebiet um den Bobří vrch bis zum Dreiherrenstein am Leszyniec (Haselberg, 725 m n.m.). Der östlich des Dorfes gelegene Farský les (Pfarrbusch) gehört zur Gemarkung Šonov.
Nachbarorte sind Janovičky (Johannesberg), Głuszyca Górna (Oberwüstegiersdorf), Kolce (Dörnhau), Nowa Głuszyca (Neu Giersdorf), Wszeradz (Schweinegraben) und Złote Wody (Goldwasser) im Norden, Bartnica (Beutengrund), Wrześnik (Schafwiese), Granicznik (Markgrund) und Świerki (Königswalde) im Nordosten, Šonov (Schönau) im Osten, Tłumaczów (Tuntschendorf) im Südosten, Otovice (Ottendorf) im Süden, Velká Ves (Großdorf) im Südwesten, Olivětín (Ölberg) im Westen sowie Benešov (Straßenau) im Nordwesten.

## Geschichte
Das Dorf wurde wahrscheinlich im 13. Jahrhundert im Zuge der Urbarmachung des Gebietes durch das Kloster Břevnov gegründet. Seine erste urkundliche Erwähnung erfolgte 1359 als villa Rosenthal. Im Urbar der Braunauer Stiftsherrschaft von 1406 sind für das Dorf elf Huben Land aufgeführt, davon waren der Schulzenhof und der Freibauernhof zinsfrei. 1676 bestand Rosenthal aus 20 Bauern, vier Gärtnern und 22 Häuslern. 1775 wurde ein hölzernes Schulhaus errichtet.
Im Jahre 1833 bestand das im Königgrätzer Kreis gelegene Dorf Rosenthal aus 134 Häusern, in denen 691 Personen lebten. Haupterwerbsquelle bildete die Landwirtschaft. Im Ort gab es eine Schule, drei Mühlen, ein Wirtshaus sowie mehrere Teiche. Gepfarrt war das Dorf zur Stadtpfarrkirche Braunau. Bis zur Mitte des 19. Jahrhunderts blieb das Dorf der Stiftsherrschaft Braunau untertänig.
Nach der Aufhebung der Patrimonialherrschaften bildete Rosenthal/Rožmital ab 1849 mit dem Ortsteil Schweidnitzer Straße (den nordöstlichsten Häusern von Straßenau) eine Gemeinde im Gerichtsbezirk Braunau. Im Jahre 1868 wurde Rosenthal dem Bezirk Braunau zugeordnet. 1883 wurde anstelle des hölzernen Schulhauses ein neues steinernes errichtet. 1885 lebten in Rosenthal 767 Personen, darunter 759 Deutsche und sieben Tschechen. Zu Beginn des 20. Jahrhunderts wurde am Langen Berg in zwei Steinbrüchen mit dem Abbau von Melaphyr begonnen, das Schotterwerk versorgte den gesamten Bezirk Braunau mit Straßenschotter. Der Ortsteil Schweidnitzer Straße erhielt zu dieser Zeit die neue Bezeichnung Fuchshäuser. Im Jahre 1900 hatte Rosenthal 785 Einwohner, 1913 waren es 749 und 1920 nur noch 681. Der Freibauernhof brannte am 3. Dezember 1921 nieder; damit ging der letzte gezimmerte Bauernhof in Rosenthal verloren. 1930 lebten 684 Menschen in der Gemeinde. Nach dem Münchner Abkommen wurde Rosental im Herbst 1938 dem Deutschen Reich zugeschlagen und gehörte bis 1945 zum Landkreis Braunau. 1939 war die Einwohnerzahl auf 618 gesunken. Nach dem Ende des Zweiten Weltkrieges kam Rožmitál zur Tschechoslowakei zurück und die deutsche Bevölkerung wurde vertrieben.
Im Zuge der Gebietsreform von 1960 erfolgte die Aufhebung des Okres Broumov, seitdem gehört Rožmitál zum Okres Náchod. 1961 lebten nur noch 265 Menschen in Rožmitál. Auf dem Hügel Homole wurde 1965 ein weiterer Melaphyrsteinbruch aufgenommen. Am 1. Juli 1966 wurde Rožmitál nach Broumov eingemeindet. 1991 hatte Rožmitál 173 Einwohner. Im Jahre 2001 bestand das Dorf aus 86 Wohnhäusern und hatte 172 Einwohner. Der Steinbruchbetrieb auf der Homole wurde im Jahre 2000 eingestellt. Der Betreiber, die landwirtschaftliche Genossenschaft Šonov, beabsichtigte die Wiederaufnahme des Bruches am Dlouhý vrch, dessen Terrain jedoch inzwischen zum Schutzgebiet des Heidelgebirges gehörte. Die Abbauerlaubnis erfolgte schließlich, nachdem der Steinbruchbetrieb die Rekultivierung des alten Bruches und die Einrichtung eines Naturlehrpfades zugesichert hatte.

## Ortsgliederung
Der Ortsteil Rožmitál bildet einen Katastralbezirk. Zu Rožmitál gehört die Streusiedlung Fuchshäuser.

## Sehenswürdigkeiten
- Kapelle Maria Hilf, im Oberdorf am Haus Nr. 53
- Kapelle des hl. Florian aus dem Jahre 1742, am Abzweig der Straße nach Šonov, sie wurde 2000 saniert
- Ruine der Kapelle des hl. Johannes von Nepomuk, vor dem Haus Nr. 33 im Niederdorf
- Statue des hl. Johannes von Nepomuk, errichtet 1784, in den Feldern
- Statue der Maria Immaculata, errichtet 1856
- Statue des hl. Sebastian, enthüllt 1999 anlässlich der Erneuerung des alten Weges von Rožmitál nach Broumov
- Steinerner Obelisk, im Garten des Hauses Nr. 6
- Zahlreiche Wegkreuze[6]
- Mehrere Drei- und Vierseithöfe
- Naturlehrpfad im Steinbruch auf der Homole, eingeweiht 2011[7]
- Dreiherrenstein, der 1732 gesetzte Grenzstein befindet sich zwischen Janovičky und Bartnica, auf dem nördlichsten Teil der Rožmitáler Flur, an der Grenze zu Polen auf dem Leszyniec und markiert die historische Grenze zwischen der Stiftsherrschaft Braunau, dem Herzogtum Schweidnitz und der Grafschaft Glatz. Eingemeißelt sind die Wappen des Stifts Braunau, derer von Hochberg und der Besitzer des Gutes Hausdorf.